# Tatort: Tödliches Vertrauen
Tödliches Vertrauen ist ein Fernsehfilm aus der Tatort-Krimireihe. Es ist der 14. Fall des Wiener Chefinspektors Moritz Eisner, dargestellt von Harald Krassnitzer. Der vom ORF produzierte Beitrag wurde am 14. Mai 2006 im Ersten zum ersten Mal gesendet.
Eisner ermittelt in einem Mordfall, hinter dem scheinbar internationale Wirtschaftskriminalität steckt, sich dahinter dann aber doch private Gründe verbergen.

## Handlung
Bei einem Seminar der Firma „Ultra Light Car“ herrscht eine sehr gereizte Stimmung unter den Teilnehmern. Kurz darauf wird der Abteilungsleiter und Physiker Dr. Raimund Jakobi beim Freizeitsport von einem Heckenschützen erschossen. Als Eisner der Ehefrau die Todesnachricht überbringt, muss er feststellen, dass sie eher wütend ist als traurig. Jakobi hat seine Familie für seine Arbeit komplett vernachlässigt und sie mit Schulden sitzen gelassen.
Hannes Kubek leitet die Geschäfte der Firma ULC, und dort steht man kurz vor dem erfolgreichen Ende der Entwicklung eines weltweit neuartigen Werkstoffes für die Autoindustrie. Vom Erfolg dieser millionenschweren Investition hängt auch die Zukunft der Firma ab. Daher drängt der Vorstand auf den zügigen Abschluss des Projektes. Als jedoch die Nachricht vom Tod des Physikers eintrifft, sind die Mitarbeiter geschockt, und der angesetzte Probelauf wird abgebrochen. Eisner muss feststellen, dass Jakobi ein sehr schwieriger Chef war und insgesamt sehr unbeliebt. Dennoch war er der kreative Kern, und sein Tod trifft die Firma schwer. Kubek ist der festen Überzeugung, dass die internationale Konkurrenz hinter dem Mord steckt. Eisner hingegen durchleuchtet den Mitarbeiterkreis. So hatte Jakobi mit Dr. Christine Schwarz ein Verhältnis, dennoch stand sie in seinem Schatten und wurde oft von ihm vor den Kollegen bloßgestellt. Nach seinem Tod wird sie von Kubek zur Teamleiterin befördert. Sie beteuert Eisner gegenüber jedoch, Jakobi nicht umgebracht zu haben. Ihre Beziehung war zwar spannungsgeladen, aber sie beurteilt sich auch als sehr leidensfähig. Von ihr erhält Eisner den Hinweis auf Kubeks 16-jährige Tochter. Mit dieser hatte der Tote offensichtlich ebenso ein Verhältnis. Ehe Eisner jedoch mit ihr reden kann, steht sie mit Suizidabsicht auf einem Hochhaus. Da die angeforderte Psychologin noch nicht eingetroffen ist, gelingt es Eisners gleichaltriger Tochter, mit ihr zu reden. In ihrer „kaltschnäuzigen“ Art schafft sie es, ihr näher zu kommen. So erfährt Eisner auch, dass Bianka Kubek von Jakobi schwanger ist. Sie ist aktive Sportschwimmerin und ihre Meisterschaft ist nun gefährdet.
Eisner verdächtigt Kubek, der mit dem Verhältnis seiner Tochter zu Jakobi offensichtlich nicht einverstanden war, des Mordes an Jakobi. Zwar gibt ihm seine Frau für die Tatzeit ein Alibi, aber er besitzt auch ein Jagdgewehr. Noch während er spät abends im Präsidium im Verhör sitzt, wird Christine Schwarz in der Firma niedergeschlagen. Sie hatte festgestellt, dass jemand wiederholt auf die Geheimdokumente im PC-System zugegriffen hat. Da der letzte Zugriff gerade erst geschehen sein muss, will sie nachsehen und wird nun ihrerseits von dem Spion überrascht.
Bei allen Ermittlungen nimmt Eisner immer wieder Kontakt zur Betriebspsychologin Carina Relf auf. Sie kennt Details in der Firma und der Belegschaft, was ihm bei seiner Arbeit von Nutzen ist. Kurzzeitig kommt sie sogar in Verdacht, der Spion zu sein, was sich aber nicht bewahrheitet. So kommt Eisner Jakobis Sekretärin Karin Hartl auf die Spur. Sie hat auffällig viele Firmenaktien gekauft, nachdem sie wegen des Todes von Jakobi und den Spionagegerüchten stark gefallen sind. Sie gibt zu, dass sie vor einigen Monaten von einem ausländischen Konkurrenten kontaktiert wurde, um die Forschungsergebnisse an diesen weiterzugeben. Als ihr Chef das mitbekommen hat, war er wütend, aber sie hat ihn nicht umgebracht.
Durch ein Foto wird Eisner auf Heinrich Beier, den Chauffeur von Kubek, aufmerksam. Er kümmert sich um dessen ganze Familie einschließlich seiner Tochter. So hat dieser es nicht ertragen können, dass Jakobi Bianca unglücklich machte, und er sagt aus: „Jemand musste dem ein Ende setzen.“ Das Jagdgewehr in seinem Wohnhaus wird als Tatwaffe sichergestellt, und Beier wird festgenommen.

## Hintergrund
Die Dreharbeiten der Wiener Filmproduktionsgesellschaft Cult Movies erfolgten in Zusammenarbeit mit Degeto Film in Wien.

## Rezeption

### Einschaltquoten
6,60 Millionen Zuschauer sahen die Folge Tödliches Vertrauen in Deutschland bei ihrer Erstausstrahlung am 14. Mai 2006, was einem Marktanteil von 20,0 % entsprach. Beim Tatortblog erreicht die Episode Platz 594 von 906 möglichen.

### Kritiken
Kino.de meint, dass der ORF dieses Mal einen „kurzweilige[n] Krimi bietet [mit] schauspielerische[r] Qualität.“
Moviepilot.de beurteilt dagegen diese Episode als „Ein Tatort, der die Langeweile neu definiert. Eine sehr 08/15-mäßige Handlung wird dabei mit dermaßen spannungsarme[n] Bildern und Kameraführung umgesetzt wie mit jazzlastiger Einschlafmusik garniert, dass die größte Herausforderung des Zuschauers das Wachbleiben ist. Die ganze Atmosphäre und das mitunter antiquiertee Kostüm lassen den Tatort optisch um mindestens 5 Jahre altern, aber jedenfalls nicht wie 2006 aussehen.“ Für die schauspielerischen Leistungen gibt es eine positive Bewertung, denn „die in weiten Teilen starke Besetzung kann [...] immerhin noch viel rausreißen und der Story bleibt auch ein Mindestmaß an Spannung [erhalten]. Die üblichen Seitentöne [...] passen nicht immer und weniger wäre hier vielleicht mehr gewesen.“ Zusammenfassend wird gewertet: „Der Zuschauer, der bis zum Ende wach bleibt, darf sich immerhin auf einen minimalen Überraschungseffekt am Ende freuen, der bei dieser trockenen Einschlafkomposition wie ein Feuerwerk wirkt. Die ansonsten nervige Side-Story, um das Privatleben des Komminssars (sic!) bereichert diesen Tatort sogar noch...allein das ist auch schon bezeichnend.“